# Stearman XA-21
Die Stearman Model XA-21 war ein zweimotoriges Flugzeug der Stearman Aircraft Corporation. Sie war einer der Kandidaten für eine Ausschreibung des United States Army Air Corps für einen zweimotorigen leichten Bomber, welche (nach Weiterentwicklung) zur A-20 Havoc, A-22 Maryland und B-25 Mitchell führte. Die ursprüngliche Bezeichnung bei Stearman war X100.

## Entwicklung

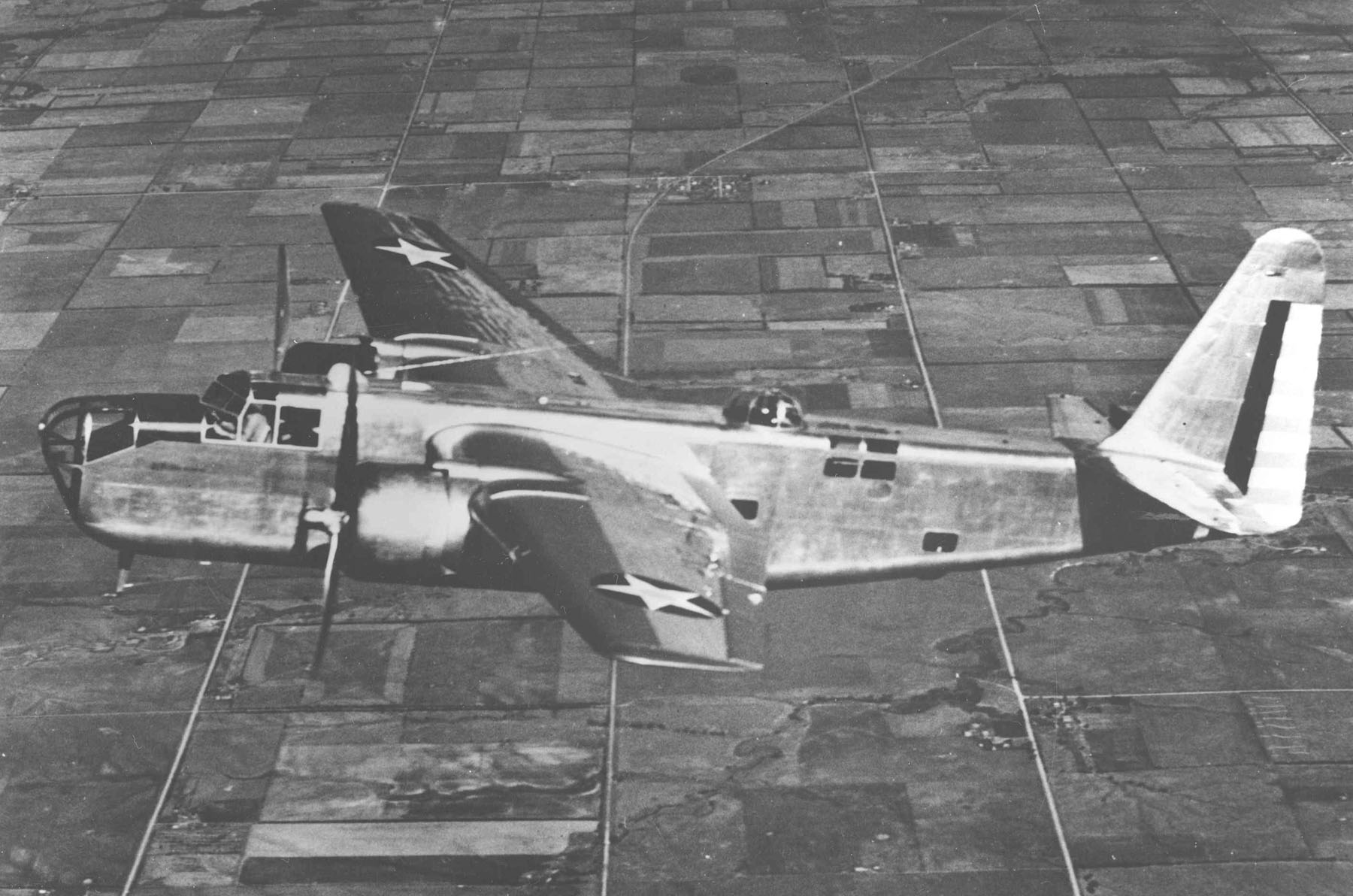
Im Flug

Das Army Air Corps kaufte den als XA-21 benannten Prototyp, einen zweimotorigen Ganzmetall-Schulterdecker. Der Prototyp hatte eine vollverglaste Flugzeugnase, die sowohl den Platz des Flugzeugführers als auch die etwas tiefer davor liegende Position des Bombenschützen umfasste, ähnlich der Heinkel He 111 und anderer deutscher Bomber des WW II.  Die Sicht des Piloten wurde jedoch insbesondere nach vorne aufgrund der Verstrebungen als schlecht befunden. Daraufhin wurde die Flugzeugnase auf eine konventionelle Form mit separater Cockpit-Verglasung umgebaut. Die Leistungsfähigkeit des Flugzeuges wurde dadurch kaum beeinträchtigt; dennoch ging die XA-21 nie in die Serienfertigung.
Die einzige gebaute XA-21 trug die Seriennummer 40-191.

## Betreiber
Vereinigte Staaten
- United States Army Air Corps

## Technische Daten

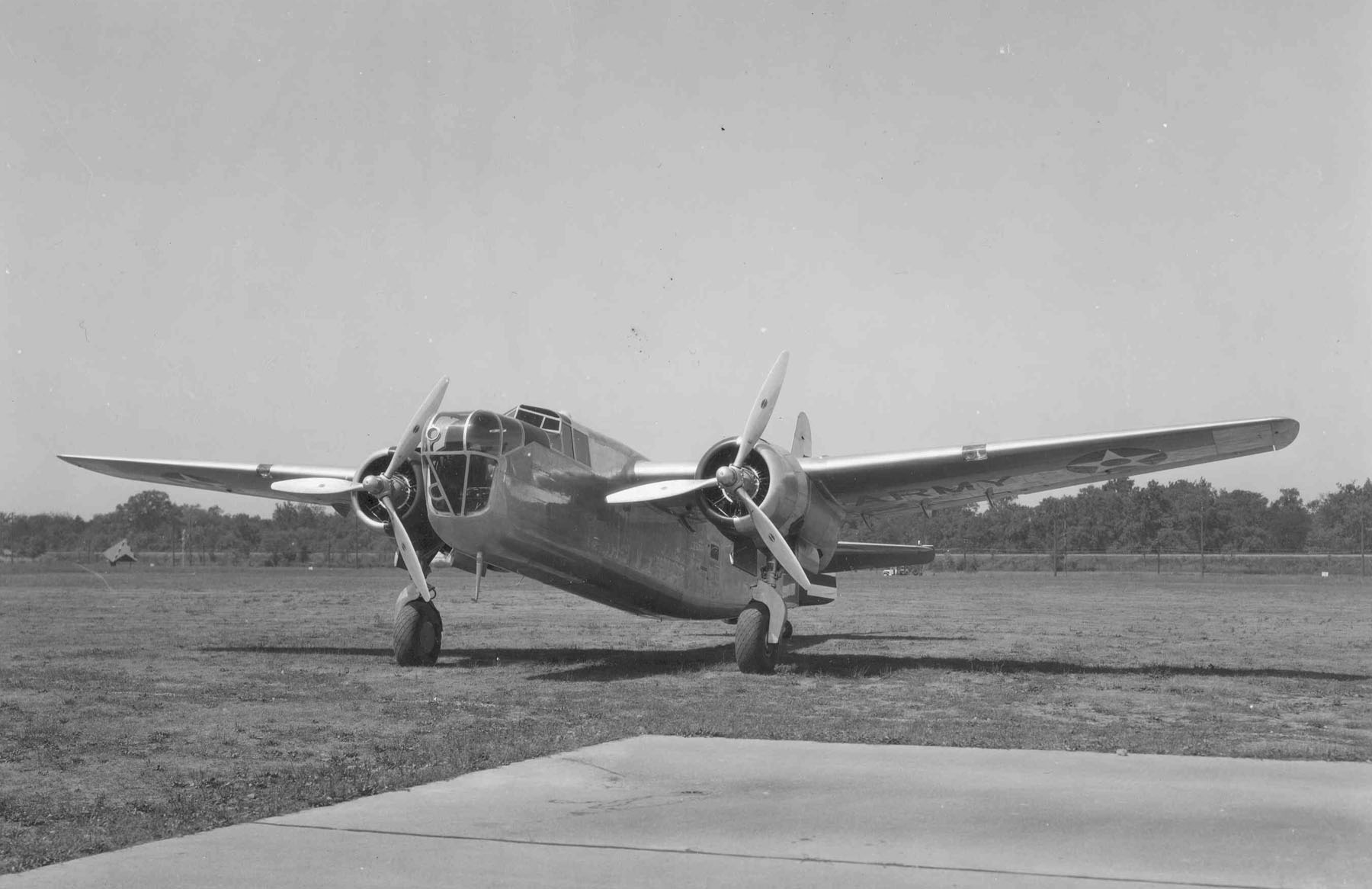
Frontansicht

| Kenngröße                 | Daten (XA-21) |
| ------------------------- | --- |
| Besatzung                 | 3 |
| Länge                     | 16,18 m |
| Spannweite                | 19,81 m |
| Höhe                      | 4,32 m |
| Flügelfläche              | 56,39 m² |
| Flügelstreckung           | 7,0 |
| Leermasse                 | 5789 kg |
| Nutzlast                  | 2520 kg |
| Startmasse                | 8269 kg |
| Flächenbelastung          | 147 kg/m² |
| Verhältnis Leistung/Masse | 250 W/kg |
| Triebwerk                 | zwei Pratt & Whitney R-2180-7 mit 1.030 kW (1.400 PS)                                                                                 |
| Höchstgeschwindigkeit     | 414 km/h |
| Reisegeschwindigkeit      | 322 km/h |
| Bewaffnung                | vier 7,62-mm-MG Browning M1919 in den Tragflächen ein 7,62-mm-MG im Bug vier nach hinten gerichtete 7,62-mm-MG 1200 kg Bombenzuladung |